# Distrito de Nuapada
Nuapada (en oriya: ନୂଆପଡ଼ା ଜିଲା) es un distrito de la India en el estado de Orissa. Código ISO: IN.OR.NU.
Comprende una superficie de 3408 km².
El centro administrativo es la ciudad de Nuapada.

## Demografía
Según censo 2011 contaba con una población total de 606490 habitantes, de los cuales 306 183 eran mujeres y 300 307 varones.